# Lauš
Pour les articles homonymes, voir Laus.

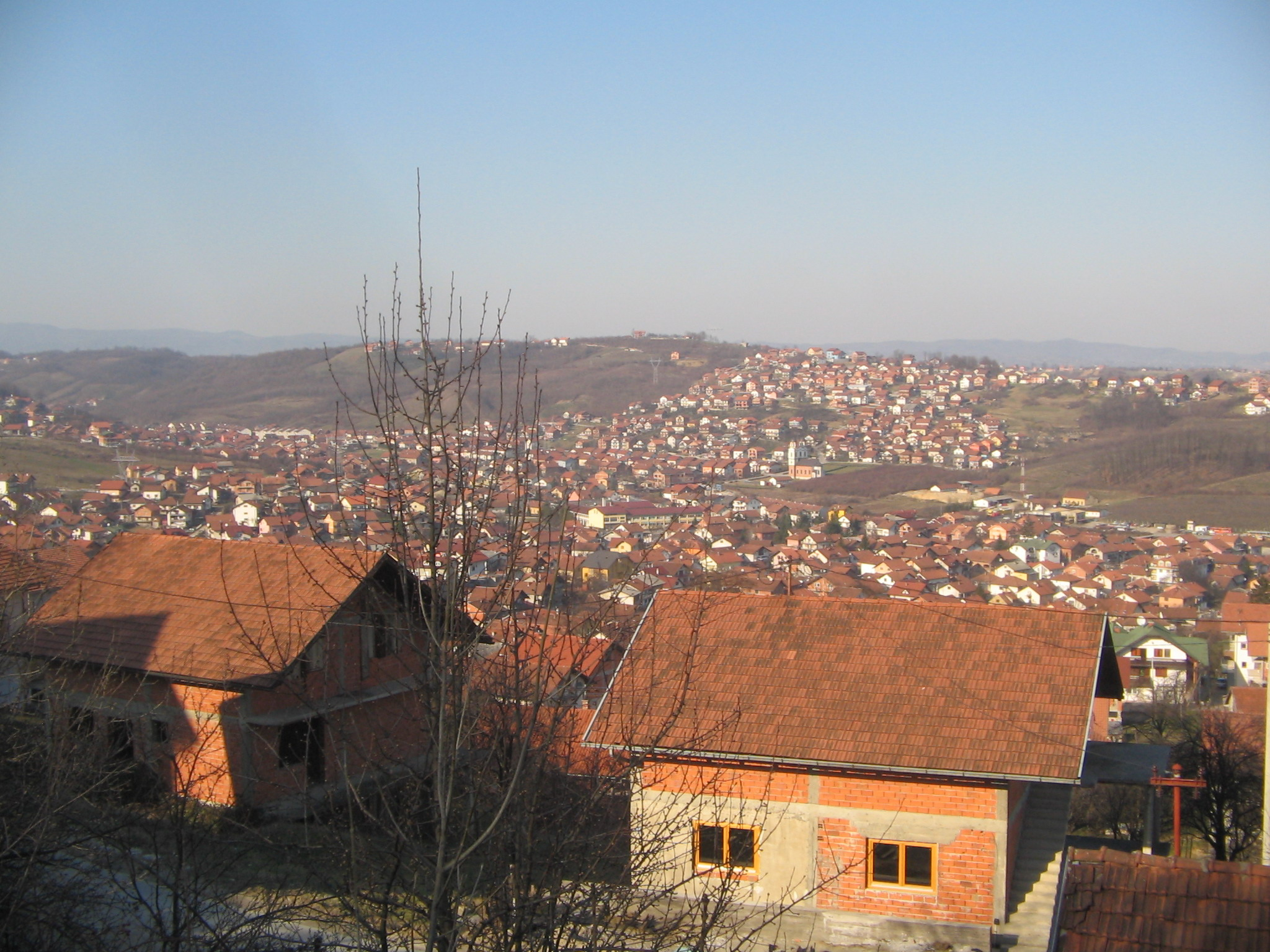
Vue générale du quartier

Lauš (en serbe cyrillique : Лауш), est un quartier de Banja Luka en Bosnie-Herzégovine. Il est composé de deux communautés locales, Lauš I et Lauš II. Au recensement de 1991, il comptait 10 910 habitants, dont une majorité de Serbes.

## Démographie
Au recensement de 1991, Lauš ne formait qu'une seule communauté locale. La population s'y répartissait de la manière suivante :